# Omuraisu

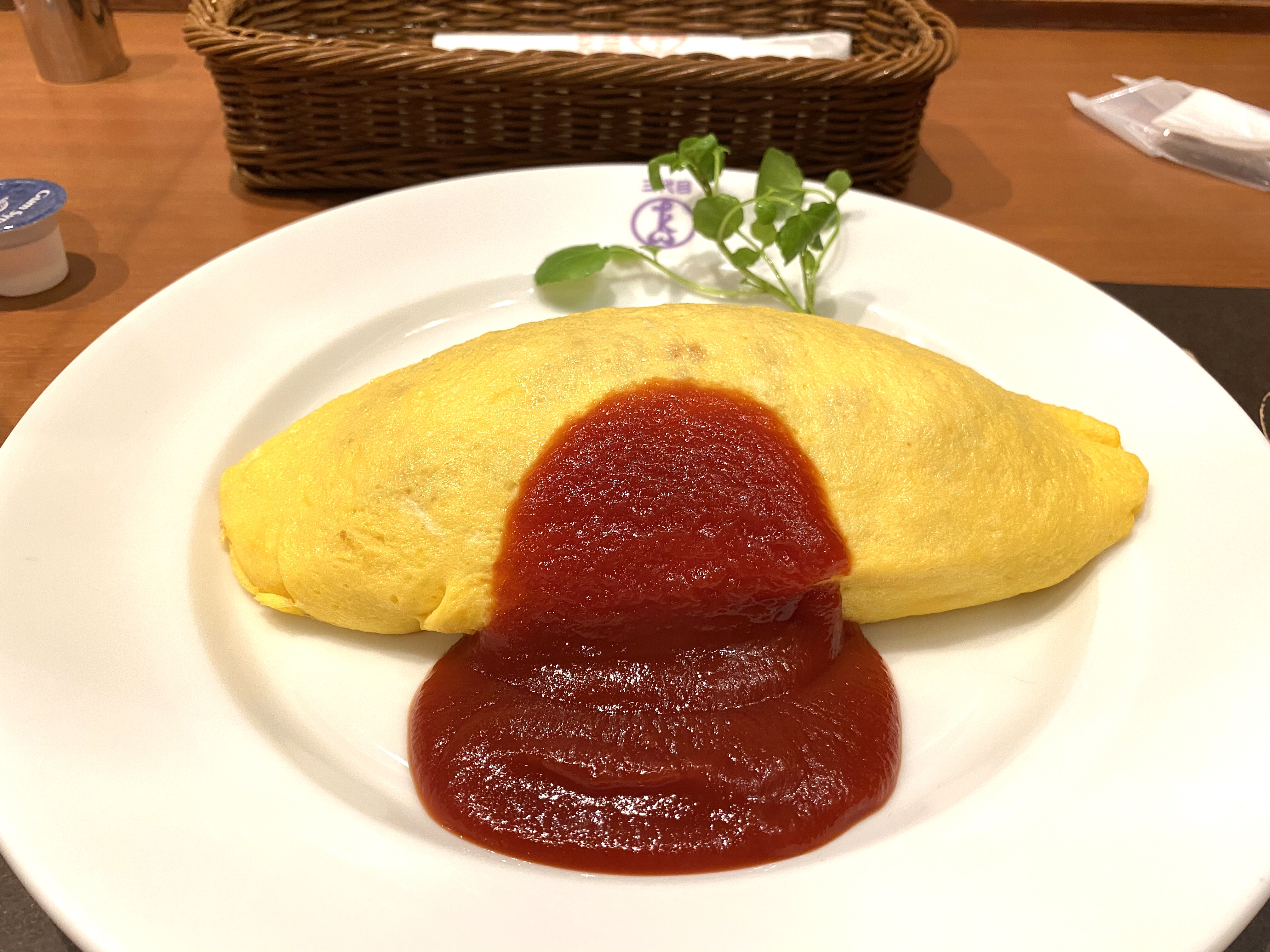
Omuraisu

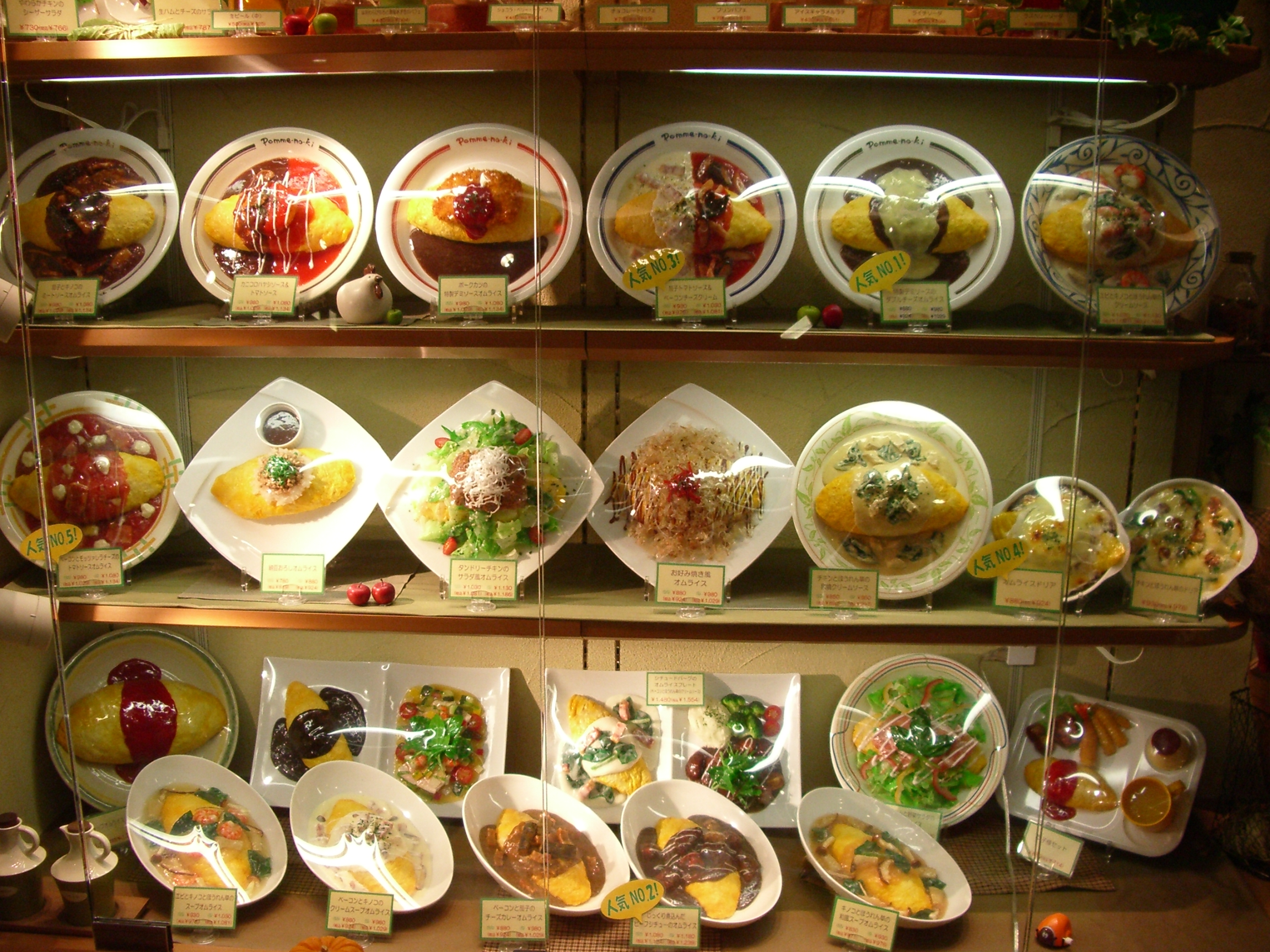
Verschiedene Omuraisu-Gerichte

Omuraisu (jap. オムライス) bzw. Omurice ist ein japanisches Gericht mit Anlehnung an die europäische Küche und stammt aus dem 20. Jahrhundert. Der Name ist ein Kofferwort aus den japanischen Begriffen omuretsu (Omelette) und raisu (Reis).
Omuraisu ist im Wesentlichen ein Omelette, das mit Reis gefüllt ist. Darüber wird eine Soße, häufig Ketchup oder Kraftsauce (sauce demi-glace) gegeben. Der Reis ist wiederum mit Fleisch und/oder Gemüse gemischt.